# جيروم لينوود ويلسون
جيروم لينوود ويلسون (بالإنجليزية: Jerome L. Wilson)‏ هو سياسي أمريكي، ولد في 16 يوليو 1931. حزبياً، نشط في الحزب الديمقراطي. وقد انتخب عضو مجلس ولاية نيويورك.